# エステル

カルボン酸エステルの基本構造。RおよびR'は任意のアルキル基またはアリール基。

エステル（英: ester）は、有機酸または無機酸のオキソ酸と、アルコールまたはフェノールのようなヒドロキシ基を含む化合物との縮合反応で得られる化合物である。単にエステルと呼ぶときはカルボン酸とアルコールから成るカルボン酸エステル (carboxylate ester) を指すことが多く、カルボン酸エステルの特性基 (R−COO−R') をエステル結合 (ester bond) と呼ぶ事が多い。エステル結合による重合体はポリエステル (polyester) と呼ばれる。また、低分子量のカルボン酸エステルは果実臭をもち、バナナやマンゴーなどに含まれている。
エステルとして、カルボン酸エステルのほかに以下のような種の例が挙げられる。
- チオエステル – カルボン酸とチオールのエステル
- リン酸エステル – リン酸とアルコールのエステル
- 硫酸エステル – 硫酸とアルコールのエステル
- 硝酸エステル – 硝酸とアルコールのエステル
- 炭酸エステル – 炭酸とアルコールのエステル

## 命名

### 語源
エステル (ester) という語は1848年にドイツ人化学者のレオポルト・グメリンによって考案された。

### エステルの命名法
エステルは、元なるものとして想定されるアルコールと酸から命名される。酸は有機でも無機でもよい。基本的なカルボン酸から誘導されるエステルは慣用名で呼ばれることが多い。例えば「〜ホルマート」（ギ酸エステル）、「〜アセタート」（酢酸エステル）、「〜プロピオナート」（プロピオン酸エステル）、「〜ブチラート」（酪酸エステル）は、IUPAC体系名でいうと「〜メタノアート」（メタン酸エステル）、「〜エタノアート」（エタン酸エステル）、「〜プロパノアート」（プロパン酸エステル）、「〜ブタノアート」（ブタン酸エステル）である。IUPAC体系名は、塩 (えん)（塩基と酸からなる）と同様、元の酸の名前の末尾の-oic acidを-oateに変えることで陰性基（あるいは種類名）を命名し、元のアルコールのヒドロキシ基を抜いた基（アルキル）を陽性基として二元命名法で命名するものである。日本語では、陰性基が先に来る場合「〜酸」をそのまま用い、そうでなければ字訳にする。複雑なカルボン酸から誘導されるエステルは専ら体系名が用いられる。

酢酸エチルの構造式

有機エステルの化学式は慣例的に RCOOR'（RとR'はそれぞれカルボン酸とアルコール由来の炭化水素基）と記される。例えば、エタノールと酢酸から誘導される酢酸エチルは CH3COOCH2CH3 と記される。この他、炭化水素基の略号を用いて EtOAc と書かれたり、CH3CO2C2H5 と書かれたりすることもある。
環状エステルはラクトンと呼ばれる。有機酸、無機酸のどちらでも構わない。例えば、γ-ヒドロキシ酪酸が分子内脱水縮合して生成するγ-ブチロラクトンがある。

### オルトエステル
オルトエステルは化学式が RC(OR')3 の化合物である。例えば、トリエチルオルトギ酸 (HC(OC2H5)3) は、オルトギ酸とエタノールから誘導される。

### 無機エステル

リン酸エステル

エステルは通常、オキソ酸とアルコールの縮合によって誘導される物質の総称である。従って、命名は例えばリン酸や硫酸、硝酸、ボロン酸などの無機酸にまで及ぶ。ゆえに、環状のエステルもまたラクトンと呼ばれる。例えば、トリフェニルリン酸はリン酸とフェノールから誘導されたエステルである。有機炭酸エステルの炭酸エチレンは炭酸とエチレングリコールから誘導される。

## 合成法
オキソ酸とアルコールが存在すれば自発的に脱水縮合してエステルとなるが、同時にエステルは脱水で生成した水によって加水分解を受けて元のオキソ酸とアルコールとなる。したがって混合物の状態で平衡に達するため高い収率で得ることが難しい。そこで、脱水剤を共存させたり、水を系外へ除去することで平衡をエステル側へ偏らせる手法がとられる。ディーン・スターク装置は共沸を利用して脱水を行える器具で、エステル化にも用いられる。この反応を促進させるための触媒として硫酸などの強酸が用いられる（フィッシャーエステル合成反応を参照）。酸素同位体を用いた実験により、脱水縮合時に H2O として離脱する酸素は100%オキソ酸由来であることが知られている。
オキソ酸の代わりとして、エステル生成時に水を副成しない無水酢酸などの酸無水物、あるいは酸ハロゲン化物を用いて、高い収率でエステルを得ることができる。この手法はショッテン・バウマン反応と呼ばれ、主に塩基、ときに酸が触媒として用いられる。
ほか、カルボン酸エステルを与える化学反応としては、バイヤー・ビリガー酸化、ファヴォルスキー転位、ジアゾメタンによるメチル化、カルボキシラート (RCO−
2) によるハロゲン化アルキルなどへの求核置換反応、アルケンまたはアルキンとオキソ酸との付加反応などが挙げられる。

### ラクトン、ラクチド
ヒドロキシ酸はヒドロキシ基とカルボキシ基を同一分子中に持っているので分子内で容易に脱水縮合し、環状のエステルができる。これをラクトンと呼ぶ。また、2分子のヒドロキシ酸において、互いの水酸基とカルボキシル基が脱水縮合してエステル結合を分子内に2つもつ環状化合物ができる。これをラクチドと呼ぶ。

## 反応
エステルは加水分解を受けるとアルコールとオキソ酸にもどる。触媒には酸または塩基が用いられるが、エステルの生成と加水分解は平衡反応であるため、加水分解で生成する酸と塩を作り平衡系から除去できる塩基の方が高転化率を得やすい。またエステルはアミンと反応してアミド結合を作る。
エステルはハロゲン化水素と反応して酸ハロゲン化物（カルボン酸ではハロゲン化アシル）となる。また、カルボン酸エステルを2当量のグリニャール試薬と反応させたものに酸を通すことで第3級アルコールとなる。
カルボン酸エステルは水素化アルミニウムリチウムや水素化ホウ素ナトリウム、ボランなどによって、第1級アルコールに還元される。1当量の水素化ジイソブチルアルミニウムを上手に用いれば、還元をアルデヒドで止められる場合がある。
α位に水素を持つカルボン酸エステルの化学反応として、クライゼン縮合、マロン酸エステル合成、アセト酢酸エステル合成などの一連のC-C結合生成反応が知られる。フリース転位は、カルボン酸アリールエステルを基質としてアシルフェノールを与える。

## 用途
低分子のカルボン酸エステルのうち、酢酸エチルは有機溶剤として溶媒、塗料、接着剤など幅広く使用される。直鎖脂肪酸（おおむね炭素数7以上）のグリセリンエステル（トリグリセリド）はいわゆる脂肪であり、植物あるいは動物性食品に広く含まれる。
エステル結合で重合した、代表的なポリエステル樹脂としてポリエチレンテレフタラート (PET) が挙げられる。
低分子のカルボン酸エステルの中には、果実の香りの成分であり（通常複数のエステルをブレンドして）香料として使用されるものがある。次に代表例を示す。
- 酪酸メチル (methyl butanoate) – リンゴ臭
- サリチル酸メチル (methyl salicylate) – ヒメコウジの油
- ギ酸エチル (ethyl methanoate) – ラズベリー臭
- 酢酸エチル (ethyl acetate) – パイナップル臭
- プロピオン酸エチル (ethyl propionate) – パイナップル臭
- 酪酸エチル (ethyl butanoate) – パイナップル臭
- カプロン酸エチル (ethyl caproate) – リンゴ臭
- 酢酸ペンチル (pentyl ethanoate) – バナナ臭
- 酢酸イソペンチル (isopentyl acetate) – バナナ臭
- 吉草酸ペンチル (pentyl pentanoate) – リンゴ臭
- 酪酸ペンチル (pentyl butanoate) – 洋ナシ、アプリコット臭
- 酢酸オクチル (octyl ethanoate) – オレンジ臭